# Брауде Семен Якович
Семе́н Я́кович Бра́уде (28 січня1911, Полтава — 30 червня 2003, Харків) — український радіофізик і радіоастроном. Академік АН УРСР (з 1958), доктор технічних наук, професор. Засновник радіоокеанографії та декаметрової радіоастрономії.

## Біографічні відомості

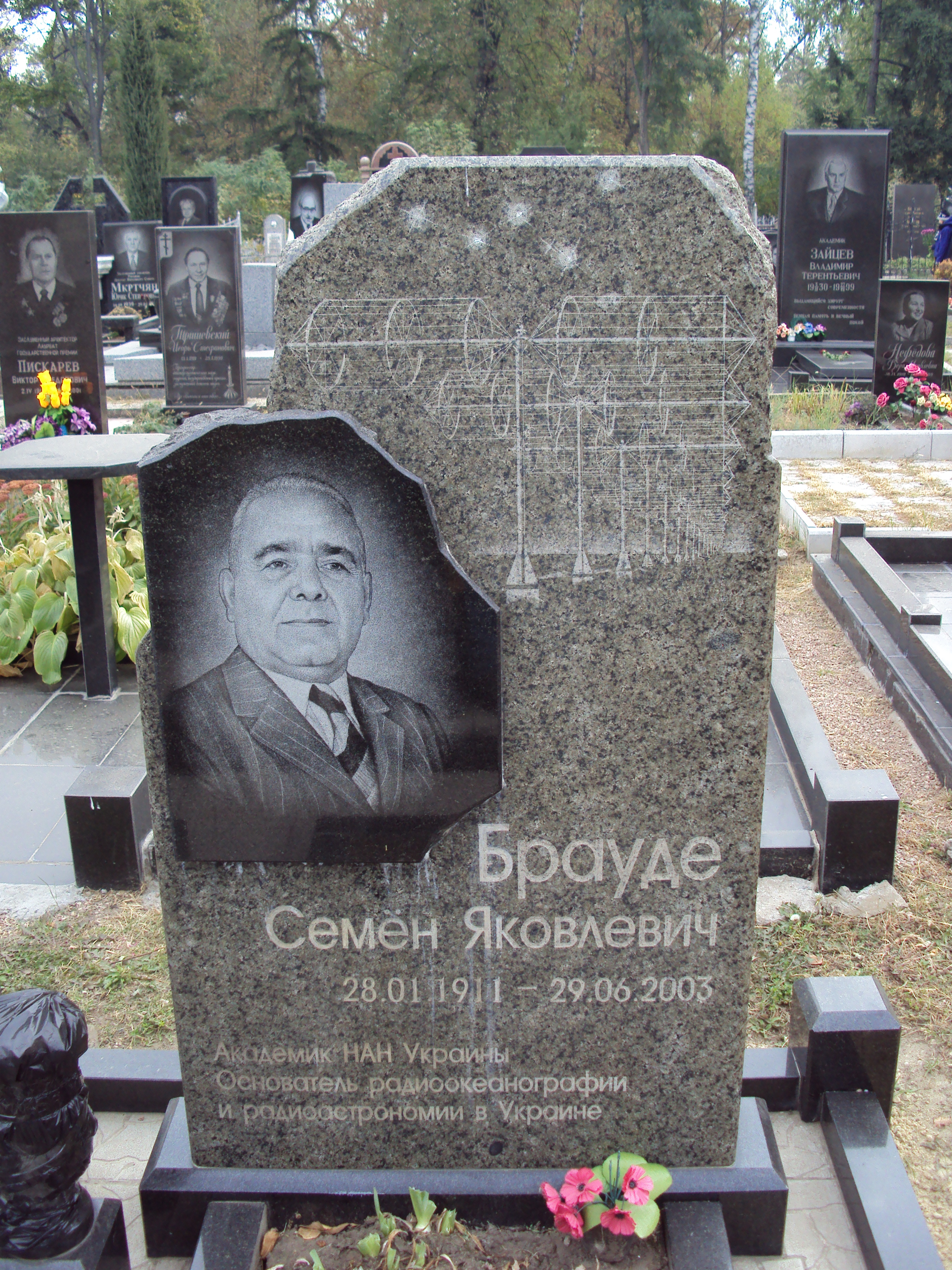
Поховання С. Я. Брауде на 2-му харківському кладовищі

Народився в Полтаві в сім'ї службовця. Батько був фінансистом, а мати — лікарем.
У 16 років закінчив Полтавську професійно-технічну школу, отримавши спеціальність електромонтера. Через юний вік не зміг одразу вступити до  Харківського університету і рік займався репетиторством, навчаючи дітей харківських чиновників основам фізики й математики.
У 1928 р. став студентом фізико-хіміко-математичного факультету Харківського університету. Під час навчання захопився дослідженням електромагнітних коливань. У 1932 р. закінчив Харківський фізико-хіміко-математичний інститут.
У 1933—55 працював у Фізико-технічному інституті АН УРСР (Харків) і одночасно в харківських навчальних закладах. Восени 1941 р. його у складі колективу Інституту зв'язку Червоної Армії евакуювали в Бухару
З 1955 — завідувач лабораторії та заступник директора Інституту радіофізики і електроніки АН УРСР (Харків). Основні наукові дослідження проводив в галузі надвисоких частот і поширення радіохвиль.

## Наукова діяльність
Автор понад 80 наукових праць.
Наукові дослідження розпочав 1933 році у Харківському фізико-технічному інституті в лабораторії електромагнітного випромінювання під керівництвом академіка А. О. Слуцкіна. Вчений з'ясував закономірності руху електронів у електричних і магнітних полях з урахуванням просторового заряду, брав участь у розробці перших у світі потужних багаторезонансних магнетронів надвисокочастотних коливань.
В 1937 році Брауде захистив кандидатську дисертацію. Його академічні дослідження надвисокочастотних коливань у багаторезонаторних магнетронах із рекордними характеристиками, створених ним же під керівництвом професора А.Слуцкіна, набули з початком війни стратегічного значення. На цих нових магнетронних генераторах 1938 року в Харкові вперше у світі було створено трикоординатний імпульсний радіолокатор із довжиною хвилі 64 см, який за безпосередньою участю Семена Яковича пройшов успішну бойову перевірку на початку Німецько-радянської війни.
Евакуйований із Харкова унікальний радіолокатор під особистим керівництвом С. Брауде включили в систему протиповітряної оборони Москви. Він не лише став завчасно сповіщати про наближення повітряного противника, а й невдовзі зміг видавати точні цілевказівки для вогню зенітної артилерії. За особливий внесок у справу захисту столиці Брауде нагородили медаллю «За оборону Москви».
У перше повоєнне десятиліття наукова доля привела Брауде на Військово-морський флот. Радіолокаційне виявлення плаваючих об'єктів утруднене маскувальними віддзеркаленнями від водної поверхні, яка завжди тією чи іншою мірою неспокійна. У відкритому штормовому морі вчений переправляється з катера командувача Балтійським флотом на флагманський крейсер, аби проводити з його борту експерименти з поширення радіохвиль над поверхнею бурхливого моря. Цивільне довгополе пальто й капелюх Семена Яковича дали привід балтійцям жартівливо називати його «морським професором». У тих дослідах не лише було розв'язано поставлені завдання з бойового застосування морських радіолокаторів, а й зародився новий науковий напрям у радіофізиці — радіоокеанографія. Піонерські праці Брауде стали класикою в цій галузі. Ними доведено можливість дистанційного, за сотні кілометрів, визначення стану водної поверхні, передбачення наближення штормів. Було розв'язано найважливіші проблеми морської навігації та зв'язку. Зокрема відкрито явище аномально малого загасання НВЧ радіохвиль у тропосфері в ділянці глибокої тіні. Великому колективу вчених, очолюваних Брауде, за цей цикл робіт присудили Сталінську премію 1952 року.
У 1950-і роки заснував новий науковий напрям — радіоокеанографію. Під його керівництвом проведені перші детальні дослідження поширення ультракоротких хвиль над морем в умовах прямої видимості та за горизонтом та розсіяння електромагнітного випромінювання схвильованою морською поверхнею. Вчений виявив і обґрунтував ефект далекого тропосферного поширення радіохвиль, явище атмосферного хвилеводу. Встановлені ним закономірності взаємозв'язку характеристик розсіяного електромагнітного поля з властивостями морської поверхні надалі дали змогу розробити новий неконтактний метод визначення параметрів морського хвилювання на далеких відстанях — метод дистанційного зондування.
1955 року він зі своїм другом та однодумцем О. Усиковим організовує Інститут радіофізики і електроніки АН УРСР (ІРЕ), де по 1980 рік обіймає посаду заступника директора з наукової частини. У новоствореному інституті розширюються розпочаті в УФТІ дослідження з радіоокеанографії, створюються нові наукові напрями. Одним із них стає радіоастрономія.
У 1960-і роки широке визнання принесли Семену Яковичу роботи, якими було започатковано ще один науковий напрям — декаметрової радіоастрономії. Разом з колегами та учнями він створив найбільші радіоастрономічні системи декаметрових хвиль, унікальні за своєю чутливістю і роздільною просторовою здатністю — радіотелескоп УТР-2 і радіоінтерферометри УРАН. З їх допомогою одержано результати світового рівня: складено перший каталог космічних джерел декаметрового випромінювання (понад 4000 дискретних об'єктів), вивчено особливості незбуреного і спорадичного радіовипромінювання Сонця, виявлено інтерімпульси у випромінюванні пульсарів і ряд нових закономірностей у розподілі радіояскравості протяжних утворень.
Грандіозний УТР-2, що не має аналогів, був запущений 1972 року в районі села Гракове Чугуївського району Харківської області та досі залишається найчутливішим радіотелескопом декаметрового діапазону у світі. Створення радіоінтерферометричної системи УРАН із чотирьох декаметрових радіоінтерферометрів, розміщених у Змієві, під Полтавою, під Одесою й під Львовом забезпечило рекордне розділення об'єктів на небесній сфері в одну кутову секунду, тобто таке саме, як в оптичних телескопів.
Значним науковим досягненням стало виявлення у космічному випромінюванні першої гранично низькочастотної спектральної лінії збуджених атомів вуглецю, що відкрило нові можливості у діагностиці міжзоряного середовища. При розв'язанні ряду задач астрофізики С. Я. Брауде теоретично визначив ефекти спільної дії синхротронного і теплового випромінювань, ефекти поглинання в іонізованому газі, закономірності синхротронного випромінювання об'єктів з великою оптичною товщиною.
1985-го Брауде на базі радіоастрономічного сектора ІРЕ створює новий Інститут радіоастрономії АН УРСР, де стає завідувачем відділу. Цього разу його творча свобода розширюється ще більше — новий інститут, на відміну від УФТІ й ІРЕ, майже не пов'язаний з оборонними дослідженнями й, відповідно, із режимними обмеженнями. Відкритість тематики досліджень сприяла бурхливому зростанню міжнародної співпраці харківських радіоастрономів — далекий безмежний космос, на відміну від навколоземного простору, не був ареною військового протистояння наддержав. Саме ця обставина виявилася рятівною для інституту після 1991 року. Завдяки численним закордонним грантам і участі в міжнародних програмах інститут зміг пережити найважчий постперебудовний час і нині має реальні перспективи подальшого розвитку.
Для наукового стилю вченого характерні комплексність підходу до розв'язання задач, використання найефективніших методик експериментів, глибоке теоретичне обґрунтування проблеми, інтерпретація і узагальнення результатів досліджень. Його творчий доробок — це близько 300 наукових праць, серед яких 5 монографій, 15 оглядів, 10 авторських свідоцтв на винаходи. Понад 40 статей опубліковано в міжнародних наукових журналах.
Багато уваги С. Я. Брауде приділяв викладацькій роботі, підготовці кадрів вищої кваліфікації. Протягом багатьох років він читав основні курси в Харківському університеті, на кафедрі теоретичних основ радіотехніки та радіолокації Військової академії (АРТА — ВІРТА) ім. Л. А. Говорова , завідував кафедрами Харківських політехнічного та Харківського інженерно-будівельного інститутів, був професором Ленінградського інституту інженерів зв'язку залізничного транспорту. Опублікував серію науково-популярних видань.
Серед учнів Семена Яковича члени-кореспонденти НАН України А. В. Мень і О. О. Коноваленко, 9 лауреатів Державних премій СРСР та України, понад тридцять кандидатів, сім докторів наук.
З активною участю С. Я. Брауде в Національній академії наук України було створено дві установи — Інститут радіофізики та електроніки (1955) та Радіоастрономічний інститут (1985). Багато років він був заступником директора цих установ. Активно і плідно працював на посаді радника при дирекції Радіоастрономічного інституту, розробляв стратегію концепції подальшого розвитку радіоастрономічної науки в Україні.

## Нагороди
- медаль «За оборону Москви»
- Сталінська премія, 1952
- три ордени Трудового Червоного Прапора
- орден «За заслуги» (ІІІ-го ступеня)
- орден «За заслуги» (ІІ-го ступеня)
- орден «За заслуги» (І-го ступеня)
- Медаль «За доблесну працю у Великій Вітчизняній війні 1941—1945 рр.»
- Заслужений діяч науки і техніки України
- Золота медаль АН СРСР ім. О. С. Попова
- премії та медалі Євразійського астрономічного товариства

## Вшанування пам'яті
- У 2000 на його честь було названо астероїд 18119 Брауде
- У 2007 р. Національною Академією наук України була заснована Премія НАН України імені С. Я. Брауде, яка вручається Відділенням фізики і астрономії НАН України за видатні наукові роботи в галузі радіофізики і радіоастрономії. Пам ' ятна дошка академіку Брауде С. Я. розміщена на будівлі Радіоастрономічного інституту НАН України (м. Харків, вул. Мистецтв, 4)[4].
- У місті Полтава провулок Белінського запропоновано перейменувати на провулок Академіка Брауде[5].